# Aerial Powers
Aerial Powers (ur. 17 stycznia 1994 w Detroit) – amerykańska koszykarka występująca na pozycji niskiej skrzydłowej, obecnie zawodniczka Minnesoty Lynx w WNBA.
29 stycznia 2021 została zawodniczką Minnesoty Lynx.

## Osiągnięcia
Stan na 19 października 2019, na podstawie, o ile nie zaznaczono inaczej.

### NCAA
- Uczestniczka rozgrywek II rundy turnieju NCAA (2014, 2016)
- Mistrzyni sezonu regularnego konferencji Big 10 (2014)
- Zaliczona do I składu:
  - Big 10 (2014–2016)
  - najlepszych pierwszorocznych zawodniczek Big 10 (2014)

### WNBA
- Mistrzyni WNBA (2019)
- Zaliczona do I składu debiutantek WNBA (2016)

### Reprezentacja
- Mistrzyni uniwersjady (2015)